# Delia attenuata
Delia attenuata är en tvåvingeart som först beskrevs av Malloch 1920.  Delia attenuata ingår i släktet Delia och familjen blomsterflugor.
Artens utbredningsområde är Kalifornien. Inga underarter finns listade i Catalogue of Life.